# Henri Druey

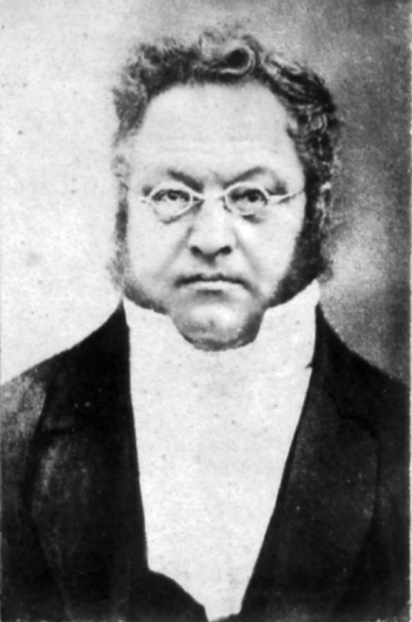
Henri Druey (1850)

Daniel-Henri Druey (* 12. April 1799 in Faoug; † 29. März 1855 in Bern, heimatberechtigt in Faoug; überwiegend Henri Druey genannt) war ein Schweizer Rechtsanwalt, Philosoph und Politiker. Ab 1831 gehörte er zu den führenden Politikern im Kanton Waadt, 1848 wurde er als einer der ersten Bundesräte des Schweizer Bundesstaats gewählt. Druey war ein Vertreter der radikal-liberalen Fraktion (der heutigen FDP) und gilt als einer der «Väter» der Schweizer Bundesverfassung.

## Biografie

### Studium und Beruf
Er war der Sohn des Wirts Jean-Daniel Druey und von Suzanne-Catherine Langel und stammte aus der am Murtensee gelegenen Gemeinde Faoug. Druey studierte Rechtswissenschaft an der Akademie in Lausanne. Nachdem er 1820 das Staatsexamen bestanden hatte, zog er nach Berlin und studierte an der Humboldt-Universität Philosophie unter Georg Wilhelm Friedrich Hegel. Weitere Stationen waren die Universitäten in Tübingen und Heidelberg. 1821 trat er dem Tübinger Burschenverein und 1822 der Alten Heidelberger Burschenschaft bei. Seine Ausbildung vervollständigte er in Paris, wo er Persönlichkeiten wie François-René de Chateaubriand und Benjamin Constant kennenlernte. Nach einem Aufenthalt in London kehrte Druey 1826 nach Lausanne zurück und absolvierte dort ein Anwaltspraktikum, 1828 erhielt er das Anwaltspatent, eröffnete in Moudon eine Kanzlei und wurde in den Grand conseil gewählt, das Waadtländer Kantonsparlament. Ab 1830 war er als Appellationsrichter tätig; im selben Jahr heiratete er Caroline Burnand, das Paar blieb kinderlos.

### Kantonspolitik
Geprägt vom hegelianischen Denken, hielt es Druey trotz seiner liberalen Einstellung nicht für angebracht, gegen die konservative Kantonsregierung von Jules Muret anzukämpfen. Er war überzeugt, die Mehrheit der Bevölkerung stehe hinter der Regierung und die liberale Bewegung sei noch nicht repräsentativ. Aus diesem Grund beteiligte er sich nicht am Umsturz vom 18. Dezember 1830, als die Liberalen um Charles Monnard die Macht ergriffen. Druey gelangte jedoch bald zur Einsicht, dass der Wandel wirklich von der Mehrheit gewollt war, und willigte ein, sich in den Staatsrat (Conseil d’État) wählen zu lassen. Nach der Wahl schloss er sich den Radikalen, dem linken Flügel der liberalen Bewegung, an und vertrat 1832 den Kanton Waadt als Tagsatzungsgesandter.
In der gemässigt liberalen Kantonsregierung stiessen Drueys Forderungen – stärkere zentralistische Institutionen und die Revision des Bundesvertrags von 1815 – auf Ablehnung, sodass ihn die Regierungskollegen 1833 für fünf Jahre von der Tagsatzung ausschlossen. Gleichwohl setzte diese ihn als Vermittler im Konflikt um die Basler Kantonstrennung ein. Zusammen mit seinem Freund Ignaz Paul Vital Troxler aus Luzern gründete Druey den von 1835 bis 1839 bestehenden Schweizerischen Nationalverein. Ab 1836 leitete er die Zeitung Nouvelliste vaudois, über die er seine Forderung nach individuellen Freiheiten verbreitete. Obwohl selber sehr religiös, setzte er sich für eine strikte Trennung zwischen Staat und Kirche ein. Mit dem von ihm massgeblich beeinflussten Kirchengesetz von 1839 konnte dieses Ziel erreicht werden. Ebenso war er an der Gesetzgebung in den Bereichen Bildung, Strassenbau und Rechtsprechung beteiligt. Mit seinem Anliegen, die direkte Demokratie oder das Recht auf Arbeit bei der Revision der Waadtländer Kantonsverfassung im Jahr 1845 mitzuberücksichtigen, hatte er jedoch keinen Erfolg. Ausserdem erwarb er sich den Ruf, ein Sozialist oder gar Kommunist zu sein, da er sich unter anderem für eine progressive Einkommenssteuer und die Umwandlung von Pfarrhäusern in Fürsorgeanstalten eintrat.
Nachdem der Kanton Luzern 1844 Jesuiten an die höheren Schulen berufen hatte, forderte eine von 30'000 Personen unterschriebene Petition deren Ausweisung. Mit Verweis auf die Autonomie der Kantone lehnte es die Mehrheit der Waadtländer Kantonsregierung ab, Zwangsmassnahmen zu beschliessen. Zusammen mit Louis-Henri Delarageaz gründete Druey daraufhin die radikale Association patriotique, die am 14. Februar 1845 die Regierung stürzte und daraufhin eine neue Kantonsverfassung ausarbeitete. Druey war nun unbestritten die führende Person der Kantonsregierung. Aus einer Position der Stärke heraus zwang er all jene Pfarrer zum Rücktritt, die sich geweigert hatten, von der Kanzel eine Proklamation zugunsten der Verfassung zu verlesen.

### Bundespolitik
Nach dem Sieg der radikal-liberalen Kantone im Sonderbundskrieg wurde Druey Ende 1847 zum Mitglied der Kommission zur Revision des Bundesvertrages gewählt. Als Berichterstatter in französischer Sprache spielte er bei der Ausarbeitung der Bundesverfassung eine wichtige Rolle. Zahlreiche seiner Ideen für einen föderalistischen Bundesstaat wurden berücksichtigt. Zwar hätte er ein Einkammerparlament bevorzugt; er akzeptierte jedoch das letztlich nach dem Vorbild der Verfassung der Vereinigten Staaten umgesetzte Zweikammersystem.
Da er überzeugt war, mit der neuen Bundesverfassung seine Ziele erreicht zu haben, wollte sich Druey aus der Bundespolitik zurückziehen. Zudem zeigte er sich besorgt darüber, dass das radikale Regime im Waadtland noch keineswegs gesichert war. Folglich kandidierte er nicht für den Nationalrat und lehnte es ab, seine Wahl in den Ständerat durch das Kantonsparlament anzunehmen. Mehrmals betonte er seine Abneigung, in der Bundeshauptstadt Bern politisch tätig zu werden, liess sich dann aber überreden. Er wurde am 16. November 1848 zum dritten Mitglied des Bundesrates gewählt. Dabei erhielt er im ersten Wahlgang 76 von 132 abgegebenen Stimmen (18 Stimmen entfielen auf Jakob Robert Steiger und 38 auf verschiedene weitere Personen).

### Bundesrat
Druey übernahm das Justiz- und Polizeidepartement und war in seinem ersten Amtsjahr gleichzeitig Vizepräsident. Als Justizminister musste er sich vor allem mit dem Problem der Tausenden von Flüchtlingen befassen, die nach den gescheiterten liberalen Revolutionen in die Schweiz gekommen waren. Er ordnete zwar die Ausweisung mehrerer Revolutionäre wie Johann Philipp Becker, Karl Heinzen und Giuseppe Mazzini an, konnte diese Massnahme aber nicht durchsetzen, weil das Flüchtlingswesen ausschliesslich Sache der kantonalen Polizeibehörden war und die genannten Personen den Schutz einzelner Kantonsregierungen (vor allem Genfs und der Waadt) genossen. Die Situation eskalierte nach der Niederschlagung der Badischen Revolution, zumal die Anwesenheit der Flüchtlinge die Beziehungen zu Preussen und Österreich aufs Schwerste belastete. Auf Drueys Anregung beschloss der Bundesrat am 16. Juli 1849 die Ausweisung der führenden Flüchtlinge, woraufhin beide Parlamentskammern ihre Zustimmung erteilten.
1850 war Druey Bundespräsident und stand als solcher, wie damals üblich, dem Politischen Departement (Aussenministerium) vor. Dabei bewies er gegenüber den europäischen Grossmächten diplomatisches Geschick. Beispielsweise wehrte er den Versuch Preussens ab, den Verlust des Kantons Neuenburg mit der Flüchtlingsfrage zu verknüpfen. Ausserdem konnte er ein Handels- und Niederlassungsabkommen mit den USA schliessen. 1851 stand Druey dem Finanzdepartement vor und setzte dabei die von Josef Munzinger vorbereitete Einführung des Schweizer Frankens um. Zu den damals üblichen Komplimentswahlen trat er 1851 und 1854 im Wahlkreis Waadt-Nord an.
1852 leitete Druey ein zweites Mal das Justiz- und Polizeidepartement und musste sich dabei vor allem mit den Spätfolgen des Sonderbundskrieges auseinandersetzen. Den unterlegenen Kantonen war die gesamte Kriegsschuld auferlegt worden. Nun verlangten diese, dass ihnen die Restschuld erlassen wird. Zusammen mit Ulrich Ochsenbein wehrte sich Druey gegen dieses Ansinnen. Er tat dies nicht aus finanziellen Überlegungen, vielmehr ging es ihm ums Prinzip: Nur wenn die Sanktion bis zum Ende durchgesetzt werde, könne man ein Exempel statuieren. Druey und Ochsenbein setzten sich mit ihrer Haltung nicht durch; mit Beschluss der Bundesversammlung vom 13. August 1852 wurde den sieben früheren Sonderbundskantonen die Zahlung des Restes der Kriegsschuld erlassen. 1853 übernahm Druey wieder das Finanzdepartement, was es ihm erlaubte, etwas kürzer zu treten. Seine Weigerung, das Ohmgeld aufzuheben, war umstritten und stiess vor allem in seinem Heimatkanton auf Unverständnis. Zwei Wochen vor seinem 56. Geburtstag erlag Druey an seinem Arbeitsplatz einem Schlaganfall.